# Viktorija Risaković Jugović
Viktorija Risaković Jugović (Galovac, Hrvatsko zagorje, 1878. – 1927.) bila je hrvatska spisateljica, koja je zahvaljujući svojim djelima ušla 1925. u „znamenite i zaslužne Hrvata”.

## Životopis
Najprije je pripadala krugu zagrebačkih književnih djelatnica, a zatim vojvođanskih.
Napisala je svu pripovijesti i crtica, koje su objavljene u raznim književnim časopisima. Kao reprezentativne se izdvajaju „Jorgovanova grančica”, „Junak iz Like” i „Silom gospodin”. Po mišljenju književne kritike, one se „mogu staviti o bok najboljim proizvodima te vrsti u našoj (tj. hrvatskoj) novijoj književnosti” .
Udala se za ljekarnika Vladoja Jugovića, koji se također bavio književnošću.
Bila je glavnom urednicom petrovaradinskog kulturnog i zabavnog hrvatskog lista „Fruškogorac”, koji je izlazio od 1906. do 1907.
Međutim, proslavila se po člancima, kojim je upoznavala vanjski svijet o hrvatskim i srpskim književnicima. Izdala je na njemačkom jeziku knjigu studija i portreta hrvatskih i srpskih pjesnika pod naslovom „Studienreigen aus der kroatischen und serbischen Literatur” (hr. Ciklus studija iz hrvatske i srpske književnosti) (1910.).
Živjela je u Novom Sadu u Hasarničkoj ulici br. 2
Njezin bogat opus joj je osigurao mjesto u knjizi Znameniti i zaslužni Hrvati 925. - 1925., koju je uredio hrvatski povjesničar Emilije Laszowski.
Svojata ju i krug srbijanskih književnika i kritičara. 

## Vanjske poveznice
- Biografije Viktorije Jugović Risaković na stranici Knjiženstvo (srpski)